# Гавер-де-Грас (Меріленд)
Гавер-де-Грас (англ. Havre de Grace) — місто (англ. city) в США, в окрузі Гарфорд штату Меріленд. Населення — 14 807 осіб (2020).

## Географія
Гавер-де-Грас розташований за координатами 39°33′3″ пн. ш. 76°6′18″ зх. д. / 39.55083° пн. ш. 76.10500° зх. д. (39.550834, -76.105121).  За даними Бюро перепису населення США в 2010 році місто мало площу 17,84 км², з яких 14,24 км² — суходіл та 3,60 км² — водойми. В 2017 році площа становила 15,20 км², з яких 15,15 км² — суходіл та 0,06 км² — водойми.

## Демографія
Згідно з переписом 2010 року, у місті мешкали 12 952 особи в 5258 домогосподарствах у складі 3333 родин. Густота населення становила 726 осіб/км².  Було 5875 помешкань (329/км²).
Расовий склад населення:
| - 75,7 % — білих - 16,8 % — чорних або афроамериканців - 2,4 % — азіатів - 0,3 % — корінних американців - 0,1 % — вихідців з тихоокеанських островів - 1,1 % — осіб інших рас |

До двох чи більше рас належало 3,7 %. Частка іспаномовних становила 4,7 % від усіх жителів.
За віковим діапазоном населення розподілялося таким чином: 21,9 % — особи молодші 18 років, 64,2 % — особи у віці 18—64 років, 13,9 % — особи у віці 65 років та старші. Медіана віку мешканця становила 41,9 року. На 100 осіб жіночої статі у місті припадало 93,8 чоловіків;  на 100 жінок у віці від 18 років та старших — 91,2 чоловіків також старших 18 років.
Середній дохід на одне домашнє господарство  становив 89 082 долари США (медіана — 67 813), а середній дохід на одну сім'ю — 104 615 доларів (медіана — 88 092). Медіана доходів становила 70 569 доларів для чоловіків та 47 500 доларів для жінок. За межею бідності перебувало 11,1 % осіб, у тому числі 13,5 % дітей у віці до 18 років та 5,2 % осіб у віці 65 років та старших.
Цивільне працевлаштоване населення становило 6610 осіб. Основні галузі зайнятості: освіта, охорона здоров'я та соціальна допомога — 22,4 %, публічна адміністрація — 13,8 %, науковці, спеціалісти, менеджери — 12,1 %, роздрібна торгівля — 12,0 %.